# Chiesa del Sacro Cuore di Gesù (Campedello)
La chiesa del Sacro Cuore di Gesù è la parrocchiale di Campedello, frazione di Vicenza.

## Storia
La prima pietra dell'attuale parrocchiale di Campedello fu posta nel maggio 1933 e, alla fine dello stesso anno, fu eretta una nuova curazia, indipendente dalla parrocchia di Santa Caterina di Borgo Berga. La chiesa fu inaugurata nel 1936 e nel 1940 divenne sede di parrocchia autonoma.

## Descrizione
L'edificio si caratterizza per l'impianto solido, massiccio, con facciata tripartita tipica del contesto palladiano. L'arco d'ingresso abbraccia, oltre al portale, anche la finestra sovrastante, le riquadrature fondono in uno stesso volume le lesene, i capitelli e gli architravi, una grande croce in pietra di Nanto sovrasta il timpano: considerato il momento della progettazione appaiono esempi mutuati da una visione littoria della romanità.
All'interno, molto luminoso e sobrio, grandi colonne monolitiche in marmo dividono la navata centrale da quelle laterali e valorizzano il grande catino absidale, affrescato dal pittore veronese Agostino Pegrassi.
L'affresco raffigura un Cristo benedicente racchiuso in una mandorla di raggi luminosi, glorificato da una nuvola di angeli disegnati dalla luce al centro di un cielo azzurro primaverile; attorno a lui una teoria di santi formano la città celeste. Ai suoi piedi un paesaggio riproduce le colline della zona e al di sotto ancora è raffigurata con colori terrosi la città terrestre. L'insieme ricorda, per la struttura e le tonalità, le tele di Giovanni Bellini.